# BMW K 1300 GT
BMW K 1300 GT je sportovně cestovní motocykl, vyvinutý firmou BMW, vyráběný v letech 2009–2011. Jeho předchůdcem byl model BMW K 1200 GT, nástupcem se stal model BMW K 1600 GT se šestiválcovým motorem.
Mezi konkurenty je možno zařadit Kawasaki GTR 1400 nebo Yamahu FJR 1300.
Motocykl má kapalinou chlazený šestnáctiventilový řadový čtyřválec s rozvodem DOHC o výkonu 161 koní. Převodovka je šestistupňová, sekundární převod kardanem a zavěšení Duolever vpředu a Paralever vzadu.

## Technické parametry
- Rám: hliníkový páteřový
- Suchá hmotnost: 255 kg
- Pohotovostní hmotnost:
- Maximální rychlost: 260 km/h
- Spotřeba paliva: 5,8 l/100 km